# Kvintessens
Kvintessens är ett begrepp med ursprunglig betydelse (från medeltidslatinet) den femte essensen. Begreppet syftar vid framställningar på en sammanfattning av framställningens väsentliga beståndsdelar i koncentrerad form. Uttrycket har syftat på företeelser inom fysik och kemi med något varierad betydelse under århundradenas lopp.
Hos de grekiska filosoferna och astronomerna dök likvärdiga begrepp upp som arche och apeiron för att till sist avse det femte elementet efter eld, jord, luft, och vatten – ämnet som var byggmaterial för himlakroppar och de himmelska sfärerna.
Inom alkemin kom det att förknippas med de vises sten.
Härifrån var steget inte långt till begreppet eter.

## I modern kosmologi
Inom kosmologi är kvintessens en form av hypotetisk materia som postulerats för att tolka observationer som visar på en accelererande expansion. Kvintessensen är en typ av  "vakuumenergi", med en tillståndsekvation på formen:
{\displaystyle \ p=w\rho c^{2}},
där:
{\displaystyle p\,} är trycket,
{\displaystyle \rho \,} densiteten.
Om {\displaystyle w<-1/3}, verkar kvintessensen som ett repellerande fält. Eftersom den så kallade mörk energi har just denna effekt, så är den mörka energin fenomenologiskt en form av kvintessens. Inom modern fysik har - via plasma som materiens fjärde aggregationstillstånd - kvintessens använts av Paul Steinhardt för att beteckna en variabel, som svarar mot den kosmologiska konstanten. Denna kan tolkas som en hypotetisk form av mörk energi, vilken har föreslagits för att förklara observationer, som förefaller visa att universums expansion accelererar.
Generellt sett så kan parametern {\displaystyle w} variera med kosmologiska tidsskalor, även om vissa teoretiker refererar till kvintessensen med variabelt {\displaystyle w} med uttrycket kinessens, för att särskilja det från andra former av energi som har ett konstant {\displaystyle w}. 
Termen kvintessens används även för hypotetiska energiformer med {\displaystyle w>-1/3}. En kosmologisk konstant skild från noll motsvarar fallet {\displaystyle w=-1}, utan tidsvariation.